# بنفشه برگ‌نمدی
 بنفشه برگ‌نمدی(نام علمی: Viola tomentosa) نام یک گونه از سرده بنفشه است.